# Немеш, Дежё
Дежё Немеш (венг.  Dezső Nemes; 6 сентября 1908, Левоча, Австро-Венгрия (ныне Словакия) — 30 марта 1985, Будапешт) — венгерский политический, профсоюзный и общественный деятель, журналист, политолог, прозаик, историк, редактор, член-корреспондент (1958), академик Венгерской АН (1964). Иностранный член Академии наук СССР (1982).
Лауреат премии им. Кошута (1954). Лауреат Государственной премии Венгерской Народной Республики (1975).

## Биография
По происхождению рабочий. В 1926 вступил в компартию Венгрии. В 1927 — секретарь ЦК Союза рабочей коммунистической молодежи, в августе 1928 года за нелегальную коммунистическую деятельность был арестован и приговорен к трём годам лишения свободы.
В 1928‒1931 находился в тюрьме. После освобождения из тюрьмы Немеш эмигрировал в СССР.
В 1931‒1933 в эмиграции в Советском Союзе.
В 1933 в Москве окончил Международную ленинскую школу Коминтерна.
В том же году нелегально прибыл в Венгрию. В 1933 назначен секретарём Будапештского комитета коммунистической партии. В 1934‒1936 — член ЦК партии. Отвечал за подготовку молодых партийных кадров.
В 1939 году вернулся в Москву и работал там во время Второй мировой войны на заводе. Учился на историческом факультете МГУ.
В 1941 году работал в Коминтерне. В 1943—1945 — политработник в лагере для венгерских военнопленных.
В 1945 вернулся на родину.
В 1945‒1948 — первый секретарь Совета профсоюзов Венгрии. В 1949 редактировал теоретический журнал, печатный орган компартии Венгрии.
В 1950‒1953 — начальник Главного управления министерства народного образования, в 1953‒1956 работал директором издательства «Сикра».
В 1956 — директор Высшей партийной школы.
В 1957‒1961 — главный редактор ежедневной газеты «Непсабадшаг» («Népszabadság»).
С 1957 — член ЦК Венгерской социалистической рабочей партии, с 1959 — член Политбюро ЦК ВСРП.
В 1961‒1965 — секретарь ЦК ВСРП.
В 1965‒1967 — директор института истории партии, с 1967 был ректором Высшей политической школы при ЦК ВСРП.
С 1980 по 1983 год — директор Института истории ВСРП.

## Научная деятельность
Автор трудов по новой и новейшей истории Венгрии, в частности по истории венгерского рабочего движения. Председатель редколлегии трёхтомной «Истории венгерского революционного рабочего движения».

## Избранные публикации
- Az Általános Munkásegylet története 1868—1873 (Будапешт, 1952)
- Magyarország felszabadulása (Будапешт, 1955)
- A népi Magyarország 15 éves fejlődése (Будапешт, 1960, 1961)
- Az ellenforradalom története Magyarországon 1919—1921 (Будапешт, 1962)
- A Bethlen-kormány külpolitikája 1927-1931-ben (Будапешт, 1960, в рус. пер. ‒ Освобождение Венгрии, М., 1957)
- Венгрия в годы контрреволюции. 1919‒1921, (Москва, 1964);
- A lenini eszmék ereje (Будапешт, 1970, в рус. пер. ‒ Ленин с нами, М., 1970)
- A magyar munkásmozgalom történetéhez. Tények, viták, tanulságok (Будапешт, 1974)
- Forradalmak és Tanácsköztársaság Magyarországon. 1918—1919 (Будапешт, 1979)
- A biatorbágyi merénylet és ami mögötte van… (Будапешт, 1981)
- Kun Béla politikai életútjáról (Будапешт, 1985)